# Cabezón de Pisuerga
Cabezón de Pisuerga ist ein nordspanischer Ort und eine Gemeinde (municipio) mit 3.895 Einwohnern (Stand: 2024) im Zentrum der Provinz Valladolid der Autonomen Gemeinschaft Kastilien-León.

## Lage
Der Ort Cabezón de Pisuerga liegt auf dem Ostufer des Río Pisuerga in der kastilischen Hochebene in einer Höhe von etwa 705 m ü. d. M. Die Provinzhauptstadt Valladolid befindet sich nur ca. 10 km (Fahrtstrecke) südwestlich; Palencia, die Hauptstadt der Nachbarprovinz, ist ca. 38 km in nordöstlicher Richtung entfernt. Das Klima im Winter ist durchaus kalt, im Sommer dagegen warm bis heiß; die spärlichen Regenfälle (ca. 425 mm/Jahr) fallen verteilt übers ganze Jahr.

## Bevölkerungsentwicklung
| Jahr      | 1857  | 1900  | 1950  | 2000  | 2016  |
| Einwohner | 1.375 | 1.139 | 1.391 | 1.816 | 3.657 |

Der Bevölkerungsanstieg im 20. Jahrhundert ist im Wesentlichen auf die Nähe zum Großraum Valladolid zurückzuführen.

## Wirtschaft
Die auf den fruchtbaren Lehm- und Lössböden betriebene Feldwirtschaft und die Haltung von Kleinvieh (v. a. Hühner) bildeten jahrhundertelang die Lebensgrundlage der als Selbstversorger lebenden Bevölkerung der Region; Pferde und Esel wurden als Zug- und Tragtiere gehalten. Überschüsse konnten auf den Märkten von Valladolid verkauft werden. Seit dem Mittelalter entwickelten sich auch Handwerk, Kleinhandel und Dienstleistungsbetriebe aller Art.

## Geschichte
In vorrömischer Zeit gehörte die Region zum Siedlungsgebiet des keltischen Volksstamms der Vaccäer; später kamen Römer und Westgoten und im 8. Jahrhundert wurde das Gebiet von den Mauren überrannt – alle vier Kulturen haben jedoch in dem ehemals möglicherweise bewaldeten Gebiet nur wenig archäologisch verwertbaren Spuren hinterlassen. Bereits im 9. Jahrhundert eroberten asturisch-leonesische Heere die Gebiete nördlich des Duero zurück (reconquista). Ende des 10. Jahrhunderts machte der maurische Heerführer Almansor die christlichen Erfolge vorübergehend wieder zunichte, aber im 11. Jahrhundert dehnte das Königreich León sein Herrschaftsgebiet erneut bis zur Duero-Grenze aus. Die Region wurde wiederbesiedelt (repoblación). Nach vorangegangenen Versuchen vereinigte sich León im Jahr 1230 endgültig mit dem Königreich Kastilien, doch kam es auch in der Folgezeit immer wieder zu Auseinandersetzungen. Seine Blütezeit erlebte der Ort im ausgehenden Mittelalter und in der frühen Neuzeit.

## Sehenswürdigkeiten

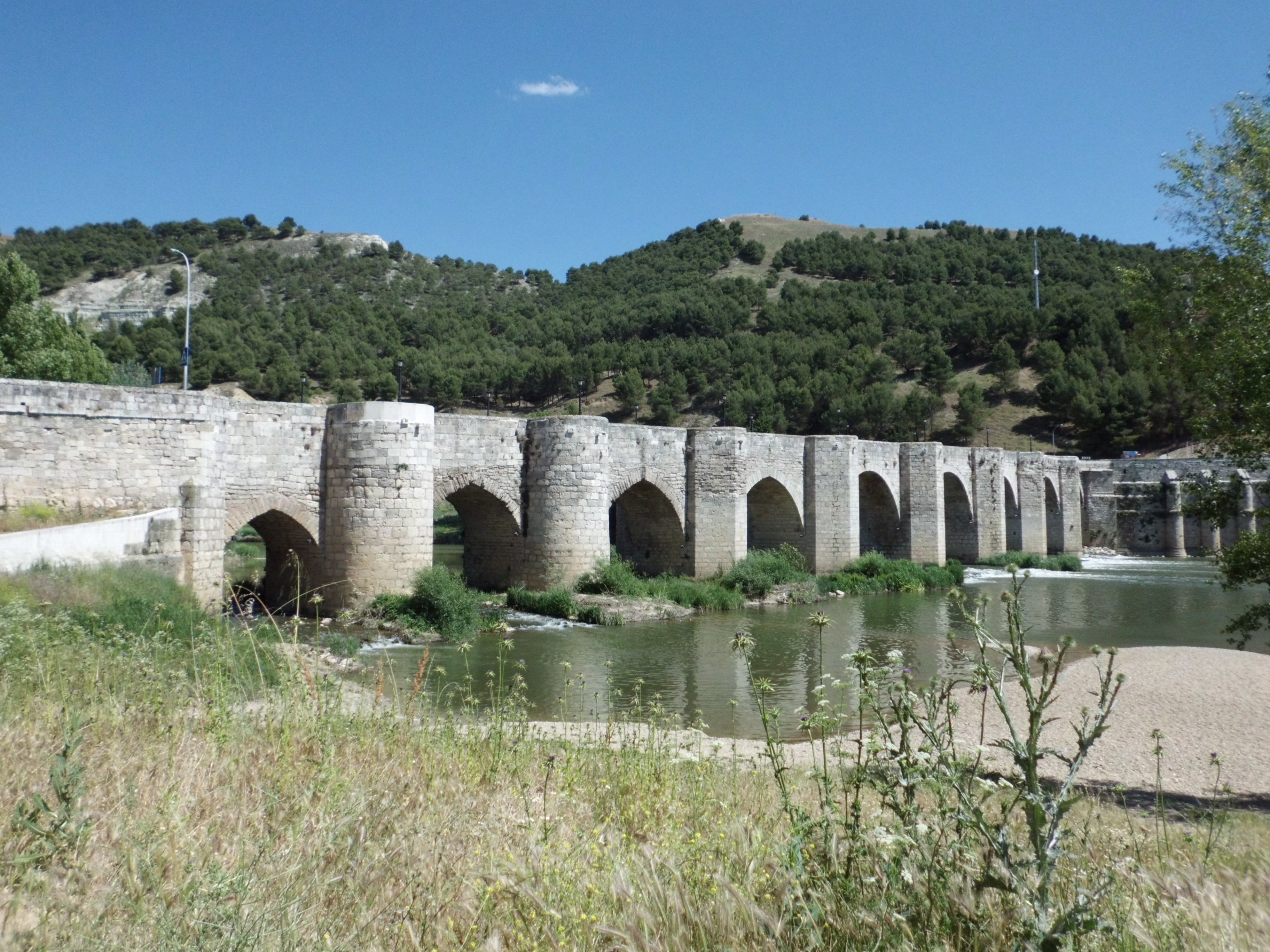
Brücke über den Río Pisuerga

- Mit dem Bau der aus exakt behauenen Natursteinen gemauerten Iglesia de Nuestra Señora de La Asunción oder auch nur Iglesia de Santa María wurde im ersten Viertel des 16. Jahrhunderts begonnen; in der Folgezeit wurde der spätgotische Ursprungsentwurf mehrfach verändert. Der im Jahr 1552 fertiggestellte Glockenturm zeigt eindeutige Renaissance-Formen. Mit dem Bau des Querschiffs und der Sakristei wurde im Jahr 1586 begonnen; ihre Fertigstellung zog sich bis zum Jahr 1616 hin. Danach wurde das alte Kirchenschiff abgerissen und erneuert. Besonders zu beachten ist das geschnitzte und vergoldete barocke Altarretabel aus dem Jahr 1749.[5]
- Ungefähr 400 m nördlich des Ortszentrums überquert eine alte Steinbrücke den Río Pisuerga. Ihr Ursprung wird den Römern zugeschrieben, doch wurde der Bau immer wieder restauriert; ihr heutiger Zustand entspricht dem 17./18. Jahrhundert.

Umgebung
- Die im 13. Jahrhundert erbaute Kirche des Zisterzienserklosters Santa María de Palazuelos befindet sich nur ca. 2,5 km nördlich des Ortes auf dem Gebiet der Nachbargemeinde Corcos del Valle.